# Murcia (Negros Occidental)
Murcia è una municipalità di prima classe delle Filippine, situata nella Provincia di Negros Occidental, nella regione di Visayas Occidentale.

## Caratteristiche
L'intero territorio della municipalità è parte del Parco naturale del monte Kanla-on, istituito nel 1997  dall'allora presidente delle Filippine Gloria Arroyo. Di particolare interesse la località di Mambukal o Mambucal che, sulle pendici del Monte Kanla-on, ospita una importante sorgente di acqua sulfurea, mèta turistica per gli abitanti della zona.

## Divisioni
Murcia è formata da 23 baranggay:
- Abo-abo
- Alegria
- Amayco
- Blumentritt
- Buenavista
- Caliban
- Canlandog
- Cansilayan
- Damsite
- Iglau-an
- Lopez Jaena
- Minoyan

- Pandanon
- Salvacion
- San Miguel
- Santa Cruz
- Santa Rosa
- Talotog
- Zone I (Pob.)
- Zone II (Pob.)
- Zone III (Pob.)
- Zone IV (Pob.)
- Zone V (Pob.)